# Calavon
Il Calavon (in francese le Calavon, anche le Coulon) è un fiume lungo 88,3 km che attraversa i dipartimenti francesi di Alpes-de-Haute-Provence e Vaucluse, nella Francia sud-orientale.
Origina da una sorgente vicino a Banon, in generale scorre verso ovest-sudovest ed è un tributario destro del Durance nel quale sfocia all'altezza di Caumont-sur-Durance, vicino a Cavaillon.

## Départementse comuni che attraversa
La lista parte dai comuni vicino alla sua sorgente fino a quelli vicino alla sua foce:
- Alpes-de-Haute-Provence: Banon, Simiane-la-Rotonde, Oppedette,
- Viens
- Alpes-de-Haute-Provence: Céreste
- Vaucluse: Saint-Martin-de-Castillon, Castellet, Saignon, Caseneuve, Apt, Bonnieux, Roussillon, Goult, Ménerbes, Beaumettes, Oppède, Maubec, Robion, Cavaillon, Caumont-sur-Durance